# Binnen
Binnen er en kommune med godt 1.000 indbyggere (2012), beliggende mod vest i centrale del af Landkreis Nienburg/Weser, i den tyske delstat Niedersachsen.

## Geografi
Binnen ligger ca. 7 km sydvest for Nienburg omkring midtvejs mellem Bremen og Hannover vest for floden Weser. Den er en del af Samtgemeinde Liebenau, der har administrationsby i byen Liebenau.

### Inddeling
I kommunen ligger landsbyerne
- Binnen
- Bühren
- Glissen